# All My Favorite Songs
«All My Favorite Songs» és una cançó de la banda estatunidenca Weezer, que es va publicar el 21 de gener de 2021 com a primer senzill de l'àlbum OK Human. Es tracta d'una cançó d'estil pop barroc que mostra una evolució de la música composta per Rivers Cuomo.
El mateix dia també van publicar el seu videoclip, dirigit per Colin Read i produït per Pulse Films i Obra House.
Van realitzar una versió alternativa de la cançó amb la col·laboració de la banda AJR que van publicar el 12 de maig de 2021, cinc dies després de la publicació de l'àlbum d'estudi Van Weezer.

## Llista de cançons
| Núm. | Títol                   | Durada |
| ---- | ----------------------- | ------ |
| 1.   | «All My Favorite Songs» | 3:22   |

## Crèdits
| Weezer - Rivers Cuomo – cantant, piano - Brian Bell – guitarra acústica, organ, veus addicionals - Scott Shriner – baix, veus addicionals - Patrick Wilson – bateria, veus addicionals Producció - Jonathan Allen – enginyeria - William Carroll – enginyeria - Zach Fisher – enginyeria - Brian Fombona – enginyeria - Perry Margouleff – enginyeria - Paul Pritchard – enginyeria - Suzy Shinn – enginyeria, producció vocal - Maureen Sickler – enginyeria - Rachel White – enginyeria - William Wittman – enginyeria - Pete Lyman – masterització - Jake Sinclair – producció - John Sinclair – mescles - Lawton Burris – ajudant d'enginyeria - Andy Maxwell – ajudant d'enginyeria - Branko Presley – ajudant d'enginyeria - Karl Wingate – ajudant d'enginyeria - Lazaro Zarate – ajudant d'enginyeria | Músics addicionals - Tara Helen O'Connor – flauta, flautí - Keisuke Ikuma – corn anglès, oboè - Pavel Vinnitsky – clarinet, clarinet baix - Dan Shelly – fagot - Erik Ralske – trompa - Anne Sharer – trompa - Tony Kadleck – trompeta - Ray Riccomini – trompeta - Ryan Keberle – trombó - Sasha Romero – trombó - Lisa Kim – concertino - Peter Bahng – violí - Ann Lehmann – violí - Matt Lehmann – violí - Joanna Maurer – violí - Sharon Yamada – violí - Jung Sun Yoo – violí - Will Frampton – viola - Joel Noyes – viola - Michael Roth – viola - Becky Young – viola - Alan Stepansky – violoncel - Rob Mathes – arranjaments, direcció vents, direcció cordes |